# 佐山優
佐山 優（さやま まさる、1943年3月24日 - ）は、日本中央競馬会（JRA）に所属していた元調教師、元騎手。栗東トレーニングセンター所属。京都府出身。
1961年に中央競馬で騎手デビュー。京都大障害を春秋連覇したタカライジンなどに騎乗し、1983年までに障害競走の重賞8勝を含む204勝を挙げた。騎手引退後の1984年より厩舎を開業。「ヒシ」の冠名で知られた阿部雅一郎の知遇を得、1995年のスプリンターズステークス優勝馬ヒシアケボノ、2002年から2003年にGI競走で3勝を挙げたヒシミラクルなどを手掛けた。2014年に定年引退。
舅は騎手・調教師の池田三郎。

## 経歴
1943年、栃木県足利市に生まれる。出生名は松田優。太平洋戦争中に実父が戦死し、地方競馬の足利競馬場で厩務員を務めていた叔父・佐山小太郎に育てられた。後に小太郎が国営競馬の京都競馬場へ移ったことに伴い、優も京都で育つ。小太郎は京都で名門の伊藤勝吉厩舎に所属し、優駿競走（日本ダービー）優勝馬タチカゼ、阪神3歳ステークスなど27勝を挙げた牝馬ワカクサを担当している。
伊藤厩舎の主戦騎手だった杉村一馬に憧れて騎手を志し、11歳の時から厩舎で騎手見習いとして過ごした。見習い時代には、杉村が乗って桜花賞に優勝するワカクモ（テンポイント、キングスポイントの母）の調教も担当した。
18歳となった1961年に騎手免許を取得。同年3月に一馬の父・杉村政春厩舎からデビューし、4月11日に初勝利を挙げた。体重が重かったため2年目から障害競走を中心に騎乗し、4年目の1964年5月、フジノオーのライバルとして知られたタカライジンに騎乗して京都大障害（春）を制し、重賞初勝利を挙げた。同馬では秋の京都大障害も制し、春秋連覇を達成している。以後も平地での騎乗も兼業しながら、障害で重賞勝利を重ねた。1967年には京都大障害を含む障害11勝、平地でも10勝を挙げた。1971年に杉村政春の死去に伴い、一馬の厩舎に移籍。その後服部正利厩舎を経て、騎手生活晩年には舅の池田三郎厩舎に所属した。
1983年に4度目の受験で調教師免許を取得し、騎手を引退。通算1643戦204勝（うち障害404戦79勝）。重賞8勝は全て障害競走で挙げた。
1984年、死去した池田三郎の後を引き継いで厩舎を開業。3月に初勝利を挙げ、同年7月にはトーワカチドキが金鯱賞を制し、調教師としての重賞初勝利を挙げた。以後しばらくは年間10勝前後を挙げる中堅から下位の成績であったが、1990年に「ヒシ」の冠名を使用した有力馬主・阿部雅一郎と知り合い、以後その所有馬を管理することで成績が向上していった。1992年にはヒシマサルなどによる重賞4勝を含む39勝を挙げて勝利度数で全国4位に付け、優秀調教師賞を初受賞。1995年12月にはヒシアケボノがスプリンターズステークスを制し、GI競走を初制覇。小太郎と二代のGI級競走優勝を果たした。翌1996年にはヒシナタリーなどで重賞6勝を挙げ、2度目の優秀調教師賞を受賞した。
2000年代に入るまで短距離競走で活躍する馬が多かったことから「短距離厩舎」との評もあり、佐山自身「中距離、長距離と混ぜ合わせてどこでもGIを勝てる馬が欲しい」と語っていたが、2002年に長距離競走の菊花賞においてヒシミラクルが10番人気という低評価を覆して優勝し、クラシック競走を初制覇を果たす。同馬は翌年の天皇賞（春）と宝塚記念をいずれも人気薄で制し、同年の最優秀父内国産馬に選出された。
以後も複数の重賞勝利馬を管理し、2013年2月にはJRA通算500勝を達成。翌2014年2月をもって70歳定年により調教師を引退した。調教師としての通算成績は6847戦511勝（うち地方22戦2勝）、GI競走4勝を含む重賞23勝。

## 騎手成績
| 通算成績 | 1着 | 2着 | 3着 | 騎乗数 | 勝率 | 連対率 |
| -------- | --- | --- | --- | ------ | ---- | ------ |
| 平地     | 125 | 126 | 149 | 1239   | .101 | .203   |
| 障害     | 79  | 52  | 63  | 404    | .196 | .324   |
| 計       | 204 | 178 | 212 | 1643   | .124 | .233   |

|            | 日付          | 競走名             | 馬名         | 頭数 | 人気 | 着順 |
| ---------- | ------------- | ------------------ | ------------ | ---- | ---- | ---- |
| 初騎乗     | 1961年3月19日 | -                  | バンシユン   | -    | -    | 5着  |
| 初勝利     | 1961年4月1日  | -                  | オクミドリ   | -    | -    | 1着  |
| 重賞初騎乗 | 1962年6月24日 | アラブ大障害（春） | ダイヤアロー | 6頭  | 4    | 6着  |
| 重賞初勝利 | 1964年5月3日  | 京都大障害（春）   | タカライジン | 5頭  | 1    | 1着  |
| GI級初騎乗 | 1967年7月2日  | 宝塚記念           | ワカクモ     | 8頭  | 6    | 7着  |

### 主な騎乗馬
- タカライジン（1964年京都大障害・春、京都大障害・秋）
- ギヤルソンヌ（1965年アラブ大障害・秋）
- ミホノマツ（1967年京都大障害・春）
- キタシンザン（1969年阪神障害ステークス・春）
- フェアブァイタル（1970年京都大障害・春）
- ツキヒデキング（1970年阪神障害ステークス・春）
- フジチャイナ（1974年阪神障害ステークス・秋）

## 調教師成績
| 開催 | 通算成績 | 1着 | 2着 | 3着 | 騎乗数 | 勝率 | 連対率 |
| ---- | -------- | --- | --- | --- | ------ | ---- | ------ |
| 中央 | 平地     | 492 | 543 | 533 | 6653   | .074 | .156   |
| 中央 | 障害     | 17  | 12  | 14  | 172    | .099 | .169   |
| 中央 | 計       | 509 | 555 | 547 | 6825   | .075 | .156   |
| 地方 | 平地     | 2   | 5   | 1   | 22     | .091 | .308   |
|      | 総計     | 511 | 560 | 548 | 6847   | .075 | .156   |

|            | 日付           | 競馬場・開催  | 競走名          | 馬名           | 頭数 | 人気 | 着順 |
| ---------- | -------------- | ------------- | --------------- | -------------- | ---- | ---- | ---- |
| 初出走     | 1984年3月4日   | 1回阪神4日5R  | -               | ケーティサクラ | -    | -    | 17着 |
| 初勝利     | 1984年5月20日  | 3回阪神2日4R  | -               | リンドムーン   | -    | -    | 1着  |
| 重賞初出走 | 1990年1月28日  | 1回阪神2日11R | 京都牝馬特別    | ファンドリポポ | 14頭 | 8    | 11着 |
| 重賞初勝利 | 1984年7月8日   | 2回中京8日10R | 金鯱賞          | トーワカチドキ | 15頭 | 1    | 1着  |
| GI初出走   | 1990年5月20日  | 3回東京2日10R | 優駿牝馬        | トーワルビー   | 20頭 | 7    | 10着 |
| GI初勝利   | 1995年12月17日 | 5回中山6日10R | スプリンターズS | ヒシアケボノ   | 16頭 | 1    | 1着  |

### 主な管理馬

#### GI競走優勝馬
太字はGI競走
- ヒシアケボノ（1995年スプリンターズステークス、スワンステークス）
- ヒシミラクル（2002年菊花賞 2003年天皇賞（春）、宝塚記念）

#### その他重賞競走優勝馬
- トーワカチドキ（1984年金鯱賞）
- ヒシマサル（1992年きさらぎ賞、毎日杯、京都4歳特別）
- ユウキトップラン（1992年CBC賞）
- ゴールドマウンテン（1994年阪急杯、札幌スプリントステークス）
- トーワウィナー（1995年CBC賞 1996年阪急杯）
- ヒシナタリー（1996年フラワーカップ、小倉記念、ローズステークス、阪神牝馬特別）
- ヒシピナクル（1999年ローズステークス）
- キョウワハピネス（2004年ファルコンステークス）
- トーワヒヨシマル（2009年阪神ジャンプステークス）
- メリッサ（2010年北九州記念）
- スマートギア（2012年中日新聞杯）

#### 受賞
- 優秀調教師賞（関西）2回（1992年、1996年）